# رمی کوانترو
رمی کوانترو (انگلیسی: Rémy Cointreau) شرکت نوشیدنی فرانسوی است، که در سال ۱۹۹۰ تأسیس شد.